# Богданов, Валерий Владимирович
Вале́рий Влади́мирович Богда́нов (9 июня 1966, Владивосток, СССР — 15 июня 2010) — советский и российский футболист, полузащитник.

## Карьера
Всю свою карьеру провёл в приморских клубах «Луч-Энергия» и «Океан». Во Владивостоке играл в период с 1984 по 1997 год, в Высшей лиге провел 9 матчей. В Находке провёл сезон-1998, после чего завершил профессиональные выступления.
В 1999 году выступал в чемпионате Приморского края за новошахтинский «Шахтёр» и вошёл в символическую сборную сезона.
Погиб 13 июня 2010 года.

## Достижения
- Победитель Первого дивизиона: 1992